# Falsimohnia
Falsimohnia is een geslacht van weekdieren uit de klasse van de Gastropoda (slakken).

## Soorten
- Falsimohnia albozonata (Watson, 1886)
- Falsimohnia anderssoni (Strebel, 1908)
- Falsimohnia fulvicans (Strebel, 1908)
- Falsimohnia hoshiaii (Numanami, 1996)
- Falsimohnia innocens (E. A. Smith, 1907)
- Falsimohnia minor (Strebel, 1908)
- Falsimohnia okutanii (Numanami, 1996)